# Opinator
Opinator (en llatí plural Opinatores) van ser uns funcionaris romans del temps de l'Imperi que eren enviats a províncies per avaluar l'endarreriment de l'annona (proveïment d'aliments) i exigir el compliment dels acords de subministrament.
L'oficial destinat a recaptar l'annona s'anomenava exactor (recaptador), i l'opinator era sempre un oficial especial enviat per exigir els proveïments, d'aliments, d'impostos i d'altres tributs. El nom derivava probablement d'opinari, en el sentit d'aestimare, perquè avaluaven el que es devia.